# Sukashitrochus lyallensis
Sukashitrochus lyallensis es una especie de molusco gasterópodo de la familia Scissurellidae.

## Hábitat
Se encuentra en Nueva Zelanda. Vive en el agua hasta una profundidad de 240 m.

## Descripción
Mide 1,5 mm de altura y 1,8 mm de ancho, su cáscara es más grande que Sinezona iota y  Sinezona laques.